# Beslutanderätt
Beslutanderätt är den sammanträdestekniska termen för den rätt att delta i beslut (rösta eller motsvarande) vid ett möte eller sammanträde som en person enligt stadgar eller reglemente kan ha. På föreningsmöten kan regler föreligga att endast betalande medlemmar har beslutanderätt.